# Ljungsidenbi
Ljungsidenbi, Colletes succinctus, är ett bi som är medlem av familjen korttungebin och släktet sidenbin.

## Beskrivning
Ljungsidenbiet har rödbrun till gråbrun päls på huvudet, medan det på mellankroppen har rödbrun till gråbrun päls på ryggen och krämfärgad till nästan vit på sidorna, buken och benen. Bakkroppen har svart grundfärg, och vitaktiga hårband längs tergiternas bakkanter. Hanen har tunn, vit behåring på tergit 1, samt kraftiga vitaktiga hårtofsar på första tergitens sidor. Kroppslängden är 10 till 12 mm hos honan, 8 till 10 mm hos hanen.

## Ekologi
Ljungsidenbiet lever på sandiga, torra hedar och tallskog på sandjord eller hällgrund, företrädesvis med bestånd av ljung, den främsta näringsväxten. Arten finns även i andra biotoper med tillgång på ljung, som skogsstigar, flygfält och kraftledningsgator. Arten är egentligen polylektisk, den flyger till näringsväxter från många olika familjer, men ljungväxter som ljungsläktet och klockljungssläktet är absolut dominerande, speciellt för honan. Flygtiden är mellan mitten till slutet av juli till september, när ljungen blommar. Till skillnad från de flesta andra bin, kan arten även flyga i mulet väder och regn.
Larvbona grävs ut i sandmark med ringa växtlighet, gärna i varma lägen som södersluttningar. Övervintringen kan ske i alla stadier från ägg till puppa; det vanligaste är dock som vilolarv. Arten är solitär, honan svarar ensam för bobyggnad och avkommans uppfödning, men det är inte ovaligt att bona anläggs i stora kolonier. Det förekommer att bona parasiteras av hedfiltbi, vars hona lägger ägg i larvcellerna, ett i varje. Den resulterande filtbilarven har kraftiga käkar i den första larvfasen, så att den kan döda värdlarven och ostört leva av den insamlade födan.

## Utbredning
Utbredningsområdet omfattar Syd- och Mellaneuropa västerut till Storbritannien, norrut till Fennoskandia och österut via Grekland till västra Kaukasus och västra Kazakstan.
I Sverige finns ljungsidenbiet från Skåne till Hälsingland, och vidare, mer fragmenterat, längs kustlandskapen till Lule skärgård.
I Finland förekommer arten från Åland och sydkusten till södra Österbotten och Satakunta i nordväst, Norra Savolax och Norra Karelen i nordost.

## Bevarandestatus
Globalt är arten rödlistad som nära hotad ("NT") av IUCN. Den främsta anledningen är habitatförlust på grund av uppodling och annan verksamhet som berör det sandiga habitat där arten till stor del lever. Varken i Sverige eller Finland är arten emellertid hotad.